# Cordylosomides tuberifer
Cordylosomides tuberifer är en tvåvingeart som först beskrevs av Becker 1912.  Cordylosomides tuberifer ingår i släktet Cordylosomides och familjen fritflugor. Inga underarter finns listade i Catalogue of Life.